# كارل هينكلي
كارل هينكلي (بالإنجليزية: Carl Hinkle)‏ هو لاعب كرة قدم أمريكية أمريكي، ولد في 3 مارس 1917 في هيندرسونفيل في الولايات المتحدة، وتوفي في 15 نوفمبر 1992 في ليتل روك في الولايات المتحدة.